# Mary Anne Schimmelpenninck
Mary Anne Schimmelpenninck (Birmingham, 25 november 1778 - Clifton, 29 augustus 1856) was een Britse abolitionistische schrijver.

## Biografie
Ze werd als Mary Anne Galton geboren in Birmingham als het oudste kind van wapenproducent Samuel Galton en Lucy Barclay. Haar beide ouders waren Quakers en Mary Anne kreeg een strenge opvoeding. In 1785 verhuisde het gezin naar Great Barr waar onder meer James Watt en Joseph Priestley regelmatig op bezoek langskwamen.
Op 29 september 1801 trouwde ze met Lambert Schimmelpenninck, een Nederlander die actief was in de scheepshandel. Ze ging bij hem wonen in Bristol en Mary Anne zou aldaar een actieve rol spelen voor de lokale goede doelen en het onderwijs. Zo gaf ze les aan jonge mensen in haar huis aan Berkeley Square. In 1811 kreeg haar echtgenoot financiële problemen en in dezelfde tijd kwam het tot een breuk tussen haar en de rest van haar familie.
Schimmelpenninck legde zich vervolgens toe op het schrijven. Ze raakte beïnvloed door het werk van Hannah More en in 1813 kwam Schimmelpennincks eerste werk uit: Narrative of a Tour to La Grande Chartreuse and Alet, by Dom. Claude Lancelot. In de loop der jaren zouden er nog enkele boeken volgen. Haar schrijfstijl en manier van denken laat ook de invloed van Blaise Pascal zien.
In 1837 kreeg ze last van een verlamming en verhuisde ze naar Clifton, waar haar gezondheid lichtjes verbeterde. Drie jaar later overleed haar echtgenoot en vanaf dat moment leidde Schimmelpenninck een gepensioneerd bestaan. Op 29 augustus 1856 stierf ze en ze werd ten ruste gelegd bij de kapel van de Evangelische Broedergemeente in Bristol.